# Erhard von Wedel (Flügeladjutant)
Graf Carl August Erhard von Wedel (* 28. Mai 1828 in Osnabrück; † 4. Juni 1885 in Hannover) war ein hannoverscher Major und Flügeladjutant König Georgs V.

## Herkunft
Sein Vater war Graf Carl von Wedel (auch: Wedel-Jarlsberg, * 6. Juni 1790 in Magdeburg; † 18. November 1853 in Hannover), ein Verwaltungsjurist, seit 1826 Direktor der Justizkanzlei zu Osnabrück, 1837–1846 Osnabrücker Landdrost, 1847 Kultusminister in Hannover. Seine Mutter war Freiin Caroline von dem Bussche-Hünnefeld (* 10. Mai 1805 in Haus Steinhausen bei Halle (Westf.); † 30. Juni 1828 in Osnabrück), Tochter von Clamor Graf von dem Bussche-Hünnefeld (1767–1822), Kurhannoverscher Kammerherr, Königlich Westfälischer Gesandter in St. Petersburg, Königlich Westfälischer Grafenstand ⚭ 3. Juni 1803 mit Mauritia von Dalwigk (1775–1805).
Er war das einzige Kind seiner Mutter, die infolge der Geburt starb. Aus der zweiten Ehe seines Vaters mit ihrer Zwillingsschwester hatte Erhard die Halbbrüder Alfred Graf von Wedel (1833–1890), Hannoverscher Schlosshauptmann, Oskar Graf von Wedel (1835–1908), Sachsen-Weimarscher Oberhofmarschall und Ernst Graf von Wedel (1838–1913), Oberstallmeister am Hof von Kaiser Wilhelm II.

## Leben
Wedel wuchs zunächst in Osnabrück auf, wo sein Vater Landdrost war. Er trat Ostern 1844 in die Ritterakademie Lüneburg ein und Ostern 1845 in die hannoversche Armee. Am 23. Mai 1855 wurde Wedel Premierleutnant im hannoverschen Garde-Kürassier-Regiment in Northeim. 1862 wurde er erstmals als einer von drei Flügeladjutanten König Georg V. genannt. Am 3. Dezember 1863 erfolgte seine Ernennung zum Rittmeister der Garde-Kürrassiere. Er nahm 1866 an der Schlacht bei Langensalza teil. Danach ging Wedel im Gefolge Georg V. nach Hietzing bei Wien, wo sich der König mit seinem Hofstaat zunächst niedergelassen hatte. Er traf dort seinen Halbbruder Alfred, Schlossmarschall und seine Stiefmutter, die Staatsdame bei der Königin war, wieder. Außerdem fand sich dort auch seinen Halbbruder Ernst ein, der als junger Premierleutnant mit dem Amt eines Stallmeisters betraut wurde.
Im Februar 1867 kam es in Wien zu einem folgenschweren Ereignis. Am 17. Februar verwundet Erhard Graf von Wedel in einem Duell den Prinzen Bernhard zu Solms-Braunfels (1839–1867) so schwer, dass dieser Tags darauf an seinen Verletzungen starb. „Veranlassung zu dem Ehrenhandel waren Aeußerungen, welche sein Gegner über das Verhalten von zwei der Brüder des Prinzen als hannoversche Officiere in der Schlacht bei Langensalza gemacht hatte.“ Prinz zu Solms war ein Neffe von König Georg V. In der Folge musste Wedel den Dienst als Flügeladjutant quittieren, was seiner welfisch-patriotischen Gesinnung aber keinen Abbruch tat.
Im Juli 1870 im Vorfeld des Deutsch-Französischen Kriegs ließ Otto von Bismarck «den Grafen Erhard Wedel und einige andere Herren in Hannover verhaften, um sie vor sich selbst zu schützen». Tatsächlich wurde Wedel am 17. Juli 1870 in Weimar verhaftet. Bismarck befürchtet wohl, dass Wedel die Situation für einen Umsturzversuch nutzen bzw. mit der französischen Armee paktieren könnte. Schon drei Jahre vorher, im November 1867 hatte das preußische Kammergericht für das Staatsverbrechen Erhards Halbbruder Alfred wegen Hochverrats angeklagt. Man warf ihm vor «im Imlande bzw. im Auslande als königlich preußische Untertanen im Jahr 1867 eine Verschwörung eingegangen zu sein, zu dem Zwecke die königliche preußische Provinz Hannover vom preußischen Staat loszureißen» Mit der Verhaftung war für Erhard von Wedel eine Fortsetzung seiner militärischen Laufbahn in preußischen Diensten nicht möglich.

## Familie
Erhard Graf von Wedel heiratete am 23. Juni 1867 in Kassel Luise Ernestine Charlotte von Eschwege (* 17. September 1847 in Kassel; † 17. November 1941 in Berlin), Tochter von Hermann Ludwig Karl Johann von Eschwege (* 7. August 1817 in Reichensachsen, Nordhessen; † 13. Juli 1882 in Kassel), (ältester Sohn von Ferdinand von Eschwege), Kurfürstlich Hessischer Oberstallmeister und der Louise Heathcote (* 9. Dezember 1846 in Kassel). Nach dem Tod von Erhard heiratete die Witwe am 19. Juni 1887 in Kassel Günther Graf von Gröben († 28. Februar 1900 in Berlin).
Kinder:
- Georg (* 17. April 1868 in Braunschweig; † 13. Juni 1950), Diplomat, Gesandter, zuletzt Ministerialdirektor im Auswärtigen Amt ⚭ mit Valerie Freiin von Magnus (1875–1963).
- Luise (Ilsa) Anna Emilie (* 18. Januar 1874 in Hannover; † 15. November 1959 im Herrenhaus Philippsburg in Leer) ⚭ Botho Graf von Wedel (* 23. Dezember 1862 auf Schloss Evenburg, Ostfriesland; † 1. Februar 1943 in Philippsburg, heute Stadtteil Loga von Leer), deutscher Diplomat.[15]
- Karl Hermann Wilhelm (* 17. Dezember 1872 in Weimar; † 7. März 1873 in Hannover).

## Orden
- Braunschweigischer Orden Heinrich des Löwen, 3. Klasse.[5]
- Oldenburgischer Haus- und Verdienstorden des Herzogs Peter Friedrich Ludwig, 3. Klasse.[5]
- Orden vom Zähringer Löwen, 3. Klasse.[6]

## Schriften
- Von Langensalza nach Wien : Aufzeichnungen eines Adjutanten des Königs von Hannover [Erhard von Wedel]. Wedemark: Hummel [2006], 24 S. (Welfenschriften, Band 8).[16]

## Erhard von Wedel und FontanesHoppenrade
Im Juli 1880 unternahm Theodor Fontane eine Reise nach Ostfriesland. Dabei besuchte er den Grafen Edzard zu Innhausen und Knyphausen  auf Schloss Lütetsburg, um in dessen Archiv Recherchen für das Kapitel Hoppenrade seines Buches ‘Fünf Schlösser’ zu betreiben. Dabei traf er auch Erhard Graf Wedel. Er schrieb darüber am 22. Juli 1880 an seine Frau: „Es ist sehr schön und Baron Dornberg hat mir nicht zu viel versprochen: reiche, vornehme, charaktervolle und überaus wohlwollende Wirte dazu 8 Comtessen von 17 bis 5 und ein kleiner Graf von 6 Jahren, Generalleutnant v. Krosigk nebst Tochter, Baroness Dörnberg […] und ein Graf v. Wedel. Morgen kommt Graf Schulenburg-Beetzendorf. Du siehst ich bin ordentlich eingegraft.“ Obwohl Fontane nicht den Tod von Prinz zu Solms erwähnt, ja nicht einmal den Vornamen des Grafen Wedel nennt, geistert Erhard von Wedel durch mehr als ein halbes Dutzend Register von Büchern, die das Werk Fontanes editieren und aufschlüsseln.

## Archivalien
- Landesarchiv Hannover: Personalia Erhard von Wedel, königlich hannoverscher Major 1867–1872, NLA HA, Dep. 103 XXI, Nr. 180.
- Landesarchiv Hannover: Fotoalbum mit 104 Porträts von Persönlichkeiten des hannoverschen Hofes und der hannoverschen Gesellschaft aus der Zeit 1860–1866, darunter ein Foto der vier Brüder (bzw. Halbbrüder) Erhard (* 1828), Alfred (* 1833), Oskar (* 1835) und Ernst (* 1838) Grafen von Wedel.NLA Dep. 103 XXII Nr. 7.
- Landesarchiv Hannover: Album mit 27 Porträts aus den Jahren 1860–1866, darunter Major Erhard Graf von Wedel NLA HA Dep. 103. XXII Nr. 12.

| Personendaten    | Personendaten                                                              |
| ---------------- | -------------------------------------------------------------------------- |
| NAME             | Wedel, Erhard von                                                          |
| ALTERNATIVNAMEN  | Wedel, Carl August Erhard von (vollständiger Name)                         |
| KURZBESCHREIBUNG | deutscher Adliger, Königlich Hannoverscher Kammerherr und Schlosshauptmann |
| GEBURTSDATUM     | 28. Mai 1828                                                               |
| GEBURTSORT       | Osnabrück                                                                  |
| STERBEDATUM      | 4. Juni 1885                                                               |
| STERBEORT        | Hannover                                                                   |